# Баба Ванга
Вангелија Димитрова (девојачко Пандева, мужевљево Гуштерова, а после смрти Димитрова; 31. јануар 1911 — Софија, 11. август 1996) је била бугарска пророчица.

## Биографија
Евангелија је рођена 1911. године у Струмици у Македонији. У преводу са грчког њено име значи „носилац радосних вести”. Њен отац Панде Сурчев био је сиромашни сељак, који је тешко исхрањивао породицу. Мајка Параскева умрла када је Ванга имала три године. Отац је 1914. године отишао у рат, мобилисан од стране бугарске војске. Док отац био одсутан бригу о њој је водила пожртвована комшиница Асаница. На завршетку рата отац се вратио жив и ускоро се поново женио са Танком Георгијевом, девојком из Струмице. Њихов живот се наставио у новој Краљевини СХС, под коју је након разграничења припала Струмица.

## Слепило
Године 1923. породица се због оскудице у храни преселила у место Ново Село, на друму ка Петричу, где је живео стриц Костадин. Ослепела је изненада Ванга у својој 12. години, а то је било за време једне стравичне олује. Силан ветар који је рушио све пред собом, обрушио се на децу, која су се враћала са извора „Ханска чесма”. Вихор је кроз ваздух одбацио далеко малу Вангу, носећи је као сламку. При паду она се повредила, од удараца у тело и главу. Кад се невоља смирила, нашли су је повређену, готово затрпану у гомили прашине и песка. Болела ју је јако глава, а очи од силне нечистоће, није могла да отвори. Очи су јој од тад заувек остале затворене, а капци слепљени. Лекари код којих су ишли, нису јој могли помоћи. Наводно, две операције у Скопљу и једна у Београду нису имале никаквог ефекта. На савет комшија послали су 1926. године слепу девојчицу Вангу у „Дом за слепе” у Земуну, где је провела две године. У Дом је уписана под српским именом и презименом, као Анђелија Тасић. У том пансиону за слепе, основаном 1917. године у Бизерти (а пренетом 1919. у Земун, у зграду бивше касарне), Ванга се образовала и формирала своју изузетну личност. Ту је упознала и љубав свог живота, једног слепог младића Бугарина. Међутим, отац је дошао по њу изненада 1928. године, и одвео назад кући у Струмицу; прекинуо је грубо Вангине снове, о младалачкој љубавној срећи. Након смрти маћехе Танке (умрла на порођају), од ње се очекивало, иако је била слепа и млада, да води бригу и подиже своју малолетну браћу и сестру. Већ тада видовита Ванга успешно је водила домаћинство (чак и шила са концем) до Другог светског рата.

## Пророчица
Стари отац Панде умро је 1940. године. Ванга је тада пала у велики транс, током којег је пуно пророчанстава изговорила. После удаје за тада бугарског војника Димитрија Гуштерова 1942. године, настанила се у бугарском граду Петричу. У браку са сиромашним Миткеом није имала деце. Ванга је зато усвојила сирочиће Димитрија и Виолету. Муж Димитрије умро је 1962. године од последица алкохолизма; лечио је алкохолом бол у трбуху. Пророчица Ванга је од 1967. године под притиском власти „радила” као државни службеник; доносила је велике легалне приходе бугарској држави. Ванга је иначе од тада примала посетиоце у једној кућици у селу Рупите, неколико километара удаљеног од Петрича.
Слепа пророчица је предвидела неке битне догађаје: бомбардовање Београда 6. априла 1941. године, смрт бугарског цара Бориса који ју је посетио годину дана пре своје смрти, земљотрес у Скопљу, смрт Стаљина, отмицу италијанског премијера Алда Мора, тачан датум смрти свога мужа.
Сматра се да је око милион људи од ње тражило помоћ. Умрла је 1996. године и сахрањена поред цркве Свете Петке, у селу Рупите, уз присуство председника Бугарске. Ту се сада налази православни манастир. Наводно су неки научници тражили да испитају њен мозак, што је њена сестра Љупка одбила. У њеној кући се сада налази музеј, отворен маја 2008. године.